# Arcueil
Arcueil (ejtsd: arköly), a régi Arcus Julianus, egykor falu, ma Párizs külvárosa a franciaországi Val-de-Marne megyében.
Párizs központjától 5,3 km-re délre fekszik kb. 70 m magasságban egy dombon a Bièvre folyó mellett szép gót templommal, számos gyárral. A rómaiak korából származó vízvezetékéből egyes részek máig is állanak; áll továbbá a 400 méter hosszú s 28 ívezeten át Párizsba ivóvizet vezető csatorna, melynek alapját már XIII. Lajos 1619-ben vetette meg és melyet Medici Mária 1624-ben Salomon „Jacques” de Brosse vezetése alatt fejeztetett be. Ez a Luxembourg-palotába vitte a vizet.
Ez a falu volt a középpontja az Arcueil-körnek, a Napóleon támogatását élvező Berthollet és Pierre-Simon de Laplace vezette aktív, ifjú tudóscsoportnak. Lakosainak száma 21 868 fő (2022. január 1.). Arcueil Bagneux, Montrouge, Cachan, Gentilly, Le Kremlin-Bicêtre és Villejuif községekkel határos.

## Népesség
| Lakosok száma | 19 746 | 21 516 | 21 710 | 21 501 | 21 721 | 21 788 | 21 840 | 21 557 | 21 868 |
|               | 2013   | 2015   | 2016   | 2017   | 2018   | 2019   | 2020   | 2021   | 2022   |

## Híres Arcueil-iek
- Pierre (1859–1906) és Marie Curie (1867–1934), fiuk Frédéric Joliot-Curie (1900–1958) fizikusok és kémikusok
- Joseph-Louis Gay-Lussac (1778–1850) kémikus és fizikus
- Jean-Paul Gaultier (1952– ) divattervező
- Pierre-Simon de Laplace (1749–1827) matematikus, csillagász és fizikus
- Henri Rousseau (1844–1910) festőművész
- Erik Satie (1866–1925) zeneszerző
- Dulcie September (1935–1988) dél-afrikai apartheid-ellenes politikai aktivista

## Képek

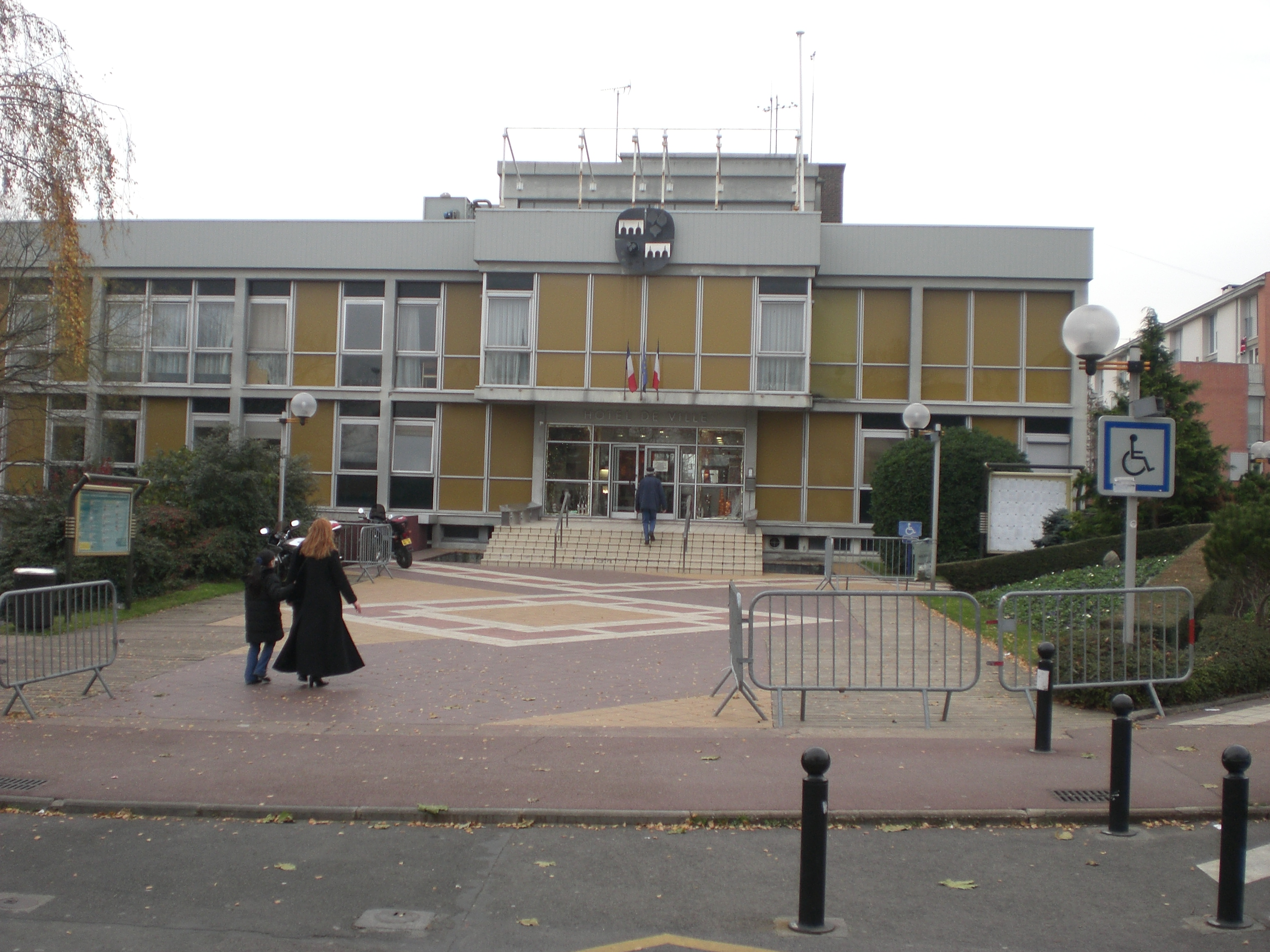
A városháza
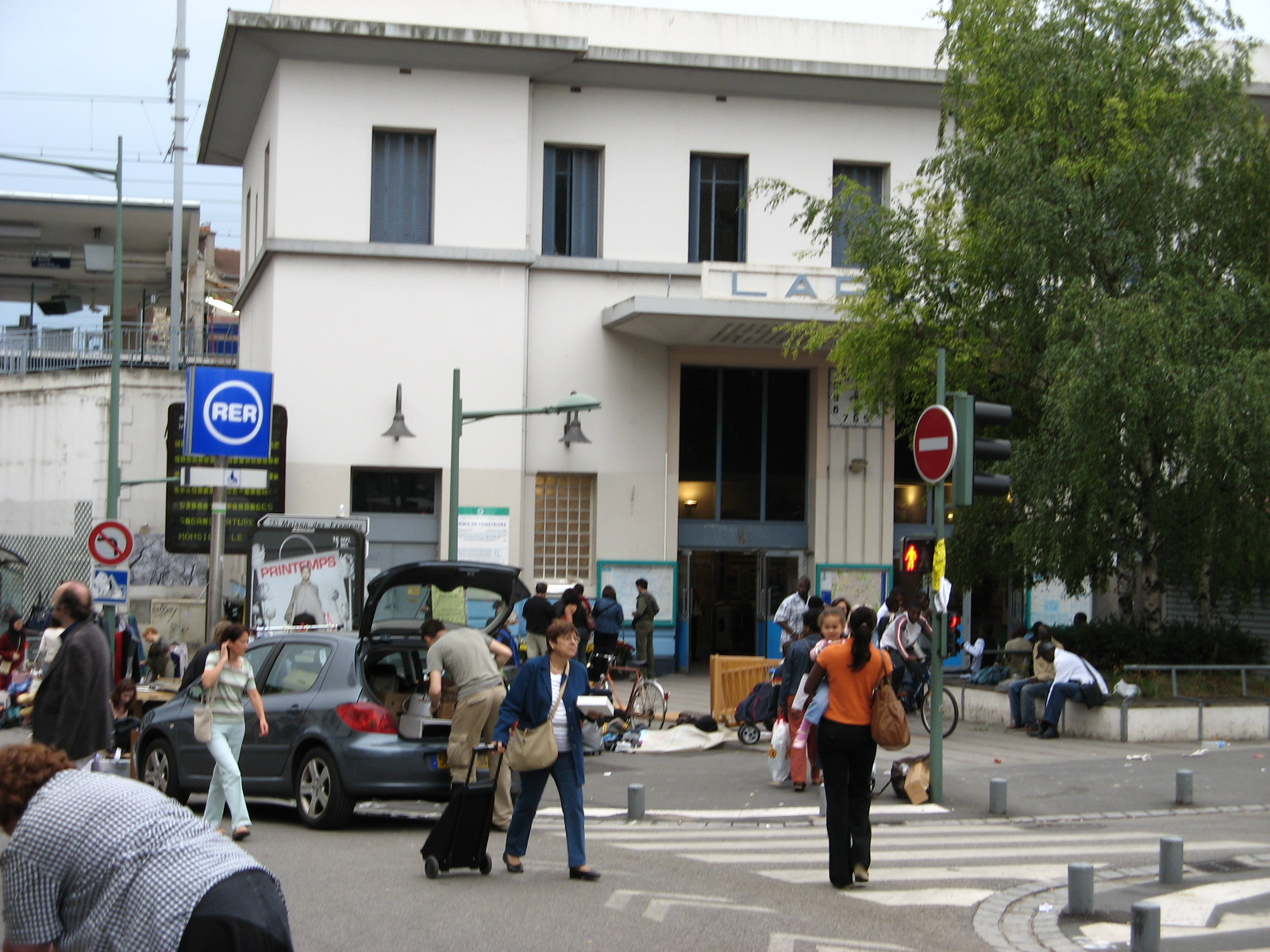
RER-állomás
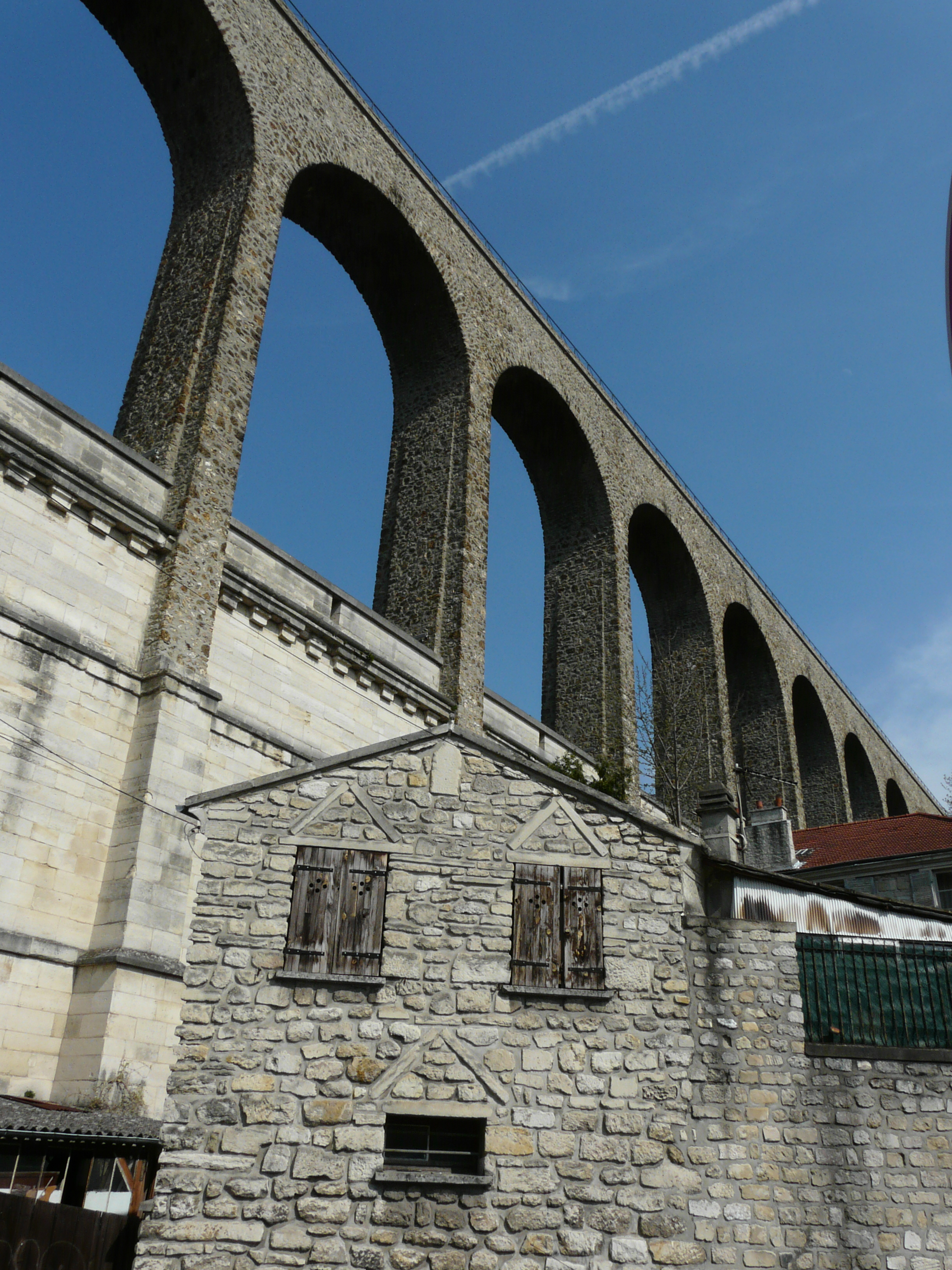
Akvadukt a 17. századból